# Aprosopus buquetii
Aprosopus buquetii là một loài bọ cánh cứng trong họ Cerambycidae.